# Connarus nodosus
Connarus nodosus är en tvåhjärtbladig växtart som beskrevs av John Gilbert Baker. Connarus nodosus ingår i släktet Connarus och familjen Connaraceae. Inga underarter finns listade i Catalogue of Life.